# Headbangers Open Air Festival
Headbangers Open Festival – festiwal muzyki heavymetalowej, jeden z największych festiwali w Europie, nazywany the biggest garden party of the world (największa impreza ogrodowa świata). Odbywa się corocznie od 1998 roku w Brande-Hörnerkirchen, niedaleko Elmshorn oddalonego od Hamburga o 40 km.
Na festiwalu występują zapomniane legendy lat 80. i 90., lokalne kapele oraz młode, zaczynające swoją karierę muzyczną zespoły. Nie ma jednak wielkiej liczby gwiazd dużego formatu, co związane jest z dużymi kosztami i co również różni Headbangers Open Festival od innego niemieckiego festiwalu – Wacken Open Air. Największymi gwiazdami festiwalu jak do tej pory byli: Metal Church (2006), Candlemass (2007), Rage (2007), Exodus (2008) i Sodom (2008). W roku 2009 odbyła się największa odsłona festiwalu, pod hasłem Time For Legends (czas legend). Wystąpili m.in. Angel Witch, Pretty Maids, Manilla Road, Tank, Tankard i Vicious Rumors.

## Historia występów

### 1998
Catalina, Paragon, Rohbau,

### 1999
Bäd Influence, Carpediem, Dezibel Zero, Metal Worx, Midas, No Bozos, Paragon, Torment,

### 2000
Arctic Fields, Brayndance, Bäd Influence, Carpediem, Crystal Shark, Dark At Dawn, Goddess Of Desire, Metal Worx, Metalium, Paragon, Seventh Gate, Stormwarrior, Suidakra, Torment, Wheels Of Steel, Wolfs Moon, Wythfynde

### 2001
Aeternitas, Bonehouse, Carpediem, Die Apokalyptischen Reiter, Dr. Öhner, Except, High Gain District, Jaguar, Left Hand Solution, Metal Worx, Mindfield, Nutellica, Paragon, Royal Rout, Solstice, Torment, Wheels Of Steel, Wizard,

### 2002
Dark Age, Electric Eye, Erosion, Gorgon, Holy Moses, Iron Cross, Majesty, Mob Rules, Not Fragile, Ritual Steel, Rival, Shadowkeep, Skull Harvest, Skylark, Slough Feg, Solemnity, Squealer, The BarRocks, Twisted Tower Dire, Vortex,

### 2003
Battle Ram, Blitzkrieg, Bäd Influence, Cryonic Temple, Doomsword, Emerald, Exiled, Final Breath, Killer, Metal Inquisitor, Nightshade, Paragon, Sacred Steel, Skanners, Solitaire, Solitude, Stormwarrior, Thunderstorm, Trespass, Victims Of Madness,

### 2004
Adramelch, Battle Roar, Bloodstained, Brocas Helm, Crystal Shark, Dark At Dawn, Desaster, Elixir, Eternal Reign, Fist, Forsaken, Hanker, Hirax, Intruder, Intruder, Metal Witch, Overdrive, Ram, Ritual Steel, Rosae Crucis, Savallion Dawn, Tyr, Vortex,

### 2005
All Souls Day, Attacker, Black Majesty, Carpediem, Damien Thorne, Gaskin, Gun Barrel, Heathen, Inner Wish, Maverick, Mithril, MOD, Mystery Blue, Necrodeath, Ranvensthorn, Rival, Tyrants Reign, Undercroft, Warrant, Weapon, Wizard,

### 2006
Blitzkrieg, Brian Ross, Chain Reaction, Grilschool, Holy Moses, Icarus Witch, Ivory Tower, Korpiklaani, Martyr, Master, Metal Church, Metal Inquisitor, Metal Law, Miles Beyond, Order Of Nine, Overdrive, Powerslave, Powervice, Praying Mantis, Pyramaze, Sheavy, Tales Of Horror, Trinakrius, Ulysses Siren, Viron,

### 2007
Avenger, Beyond Fallen, Bullet, Candlemass, Deceptive Silence, Eternal Legacy, Grim Reaper, Halloween, Hollow Ground, Intense, Kaledon, Kaos, Knight Errant, Moonsorrow, Paragon, Rage, Raven Black Knight, Silver Fist, Sinner, Sixth Alloy, Taunted, The Black, Vengeance, Warning SF, Wolf, Wretch,

### 2008
Abandoned, At War, Axehammer, Beehler, Benedictum, Black Hawk, Blaze Bayley, Deadly Blessing, Death SS, Destructor, Detente, Exodus, Impaler, Lethal, Messenger, Mortal Sin, New Eden, Picture, Praying Mantis, Rebellion, Roxxcalibur, Sodom, Stone Cold Black, Sweet Savage, Wild Dogs,

### 2009
Angel Witch, Battle Ram, Bullet, Cloven Hoof, Deathriders, Enforcer, Exxplorer, Helstar, Jacobs Dream, Killers, Lick The Blade, Lonewolf, Manilla Road, Memory Garden, Nightshade, Nomad Son, Paradox, Piledriver, Portrait, Pretty Maids, Q 5, Razor, Rods, Tank, Tankard, Trinakrius, Tysondog, Vicious Rumors, Zed Yago